# NGC 147
NGC 147 é uma galáxia elíptica (E5/P) localizada na direcção da constelação de Cassiopeia. Possui uma declinação de +48° 30' 26" e uma ascensão recta de 0 horas, 33 minutos e 11,7 segundos.
A galáxia NGC 147 foi descoberta em 8 de Setembro de 1829 por John Herschel.